# 비센테 폭스
비센테 폭스 케사다(스페인어: Vicente Fox Quesada, 문화어: 비쎈떼 폭스 께싸다, 1942년 7월 2일 ~ )는 멕시코의 정치인이자 전 대통령이다.
그는 1942년 멕시코시티에서 부농의 아들로 태어나 하버드 경영대학원을 마친 경영학도 출신이다. 코카콜라 멕시코지사에 입사한 후 탁월한 영업능력으로 경영자의 위치까지 올랐다. 1980년부터 1988년까지 하원의원을 거쳐 1995년부터 두 차례 과나후아토 주지사를 지냈다.
그는 1987년 국민행동당(PAN)에 입당하면서 야당의 선두주자로 부상했다. 2000년 7월 2일 야당 후보로 대통령 선거에서 당선되어 71년간 제도혁명당(PRI)의 멕시코 통치를 종식시켰다. 폭스의 대선 공약은 철저하게 중산층을 겨냥한 경제 개혁과 부패 추방에 초점을 맞춰 부패 척결을 위해 공직 사회의 대대적인 개혁을 추진할 것을 약속했었다.

## 같이 보기
- 멕시코의 역사
- 멕시코의 국가원수 목록